# Llamado del contramaestre

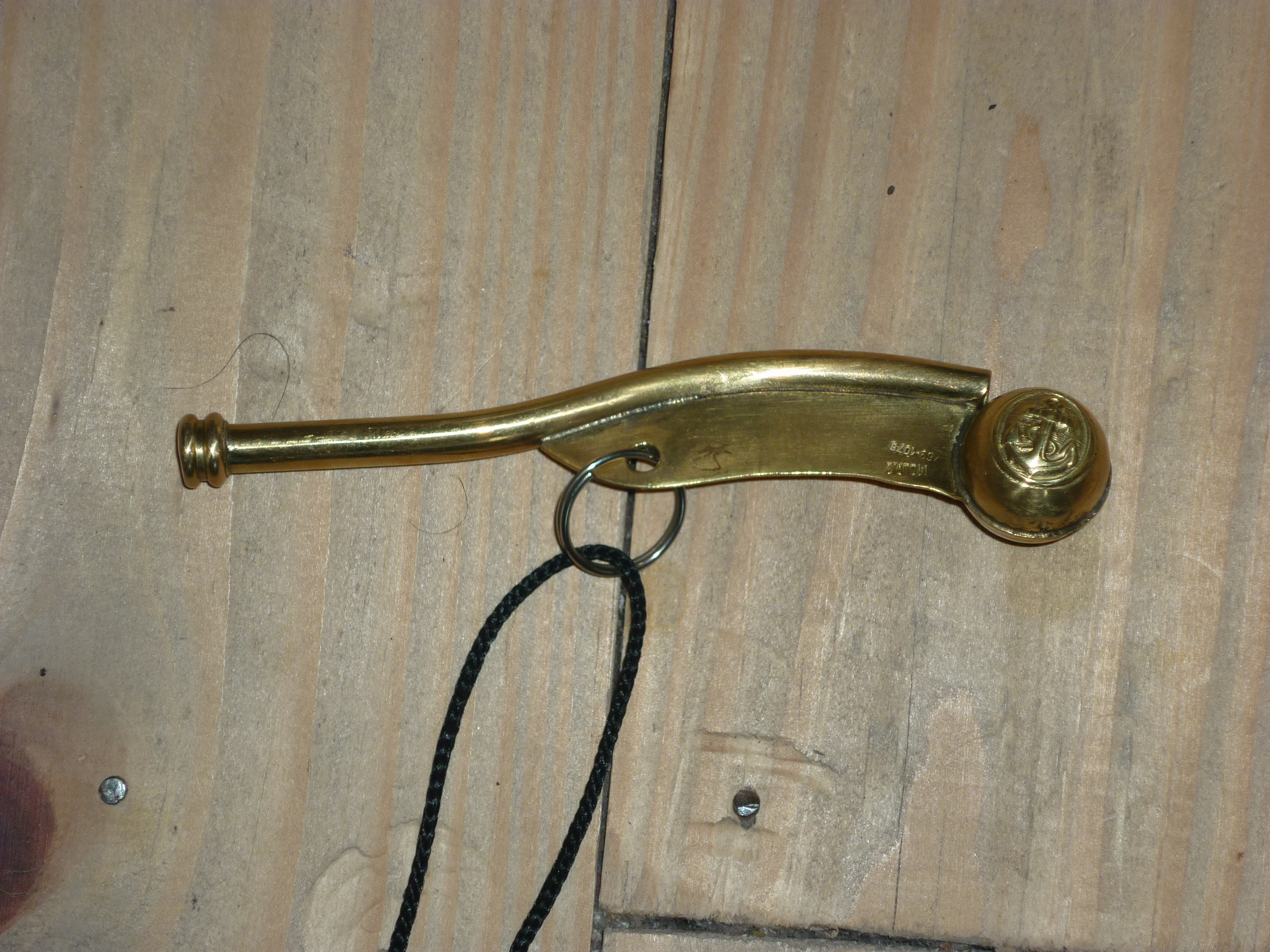
Un llamado del contramaestre como el utilizado en la Armada Argentina.

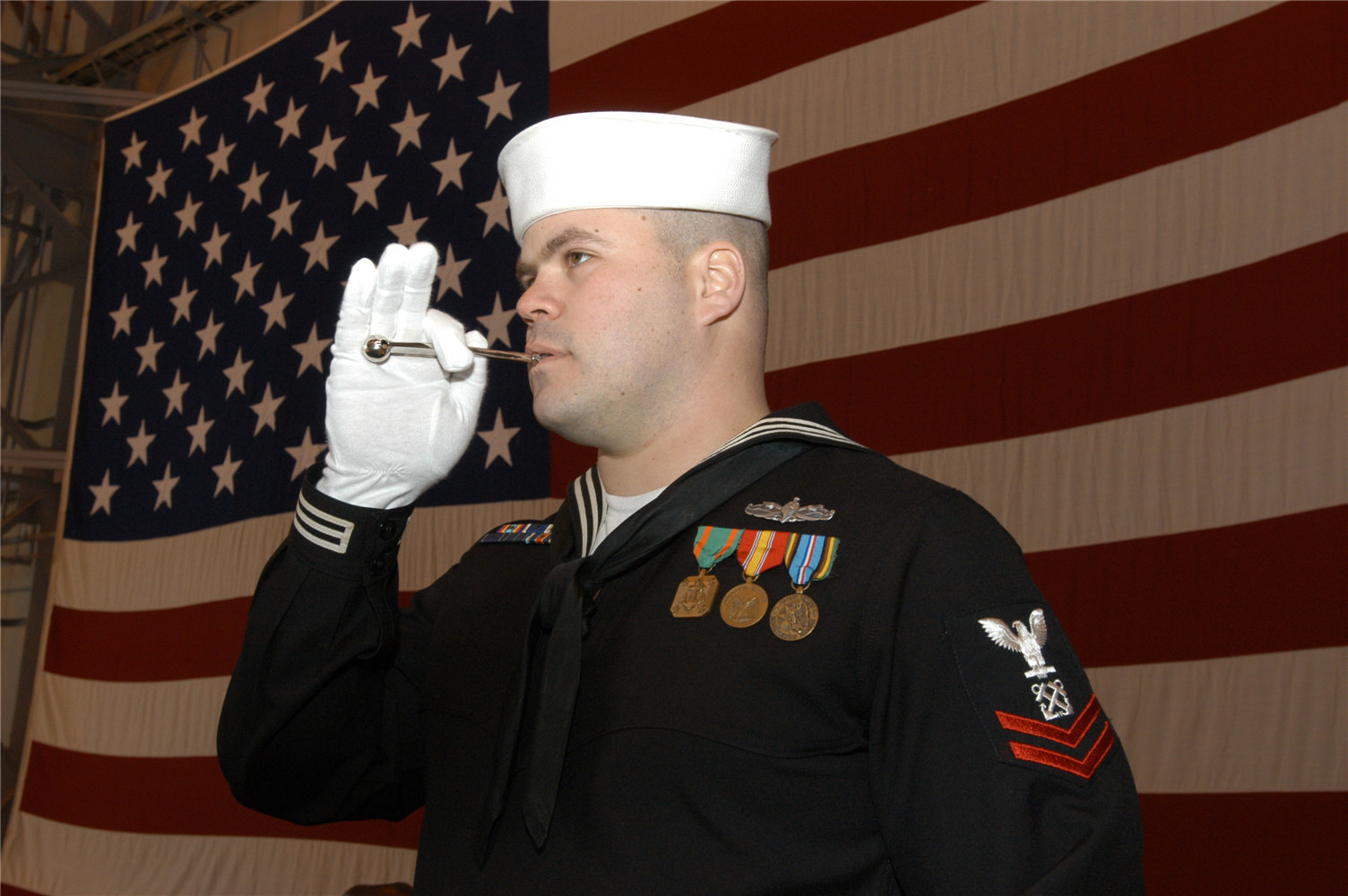
Un llamado del contramaestre en uso ceremonial.

Un llamado del contramestre, pipa de buque o más comúnmente pito marinero, silbato marinero o chifle, es un chiflo utilizado en buques de marinas de guerra. 
El chifle es un instrumento de viento metal que se compone de un tubo estrecho (pistola) que dirige el aire sobre una esfera de metal (boya) con agujero en la parte superior que sirve para cambiar el tono. El resto de la tubería se compone de una "quilla", una pieza plana de metal y un "gancho" donde a través de una cuerda se cuelga en el uniforme de gala. 
Lo utilizan los contramaestres para trasmitir órdenes a bordo de buques, teniendo la ventaja de que, gracias a su fuerte sonido, pueda ser escuchado por toda la tripulación, aún en condiciones de mal tiempo.